# Peyssies
Peyssies ist eine französische Gemeinde mit 687 Einwohnern (Stand 1. Januar 2022) im Département Haute-Garonne in der Region Okzitanien (vor 2016 Midi-Pyrénées). Peyssies gehört zum Arrondissement Muret und zum Kanton Auterive. Die Einwohner werden Peyssissois genannt.

## Geographie
Peyssies liegt etwa 17 Kilometer südsüdwestlich von Muret am Louge, der die Gemeinde im Nordwesten begrenzt. Umgeben wird Peyssies von den Nachbargemeinden Bois-de-la-Pierre im Norden und Nordwesten, Longages im Nordosten, Carbonne im Osten und Südosten, Lafitte-Vigordane im Süden und Südwesten sowie Gratens im Westen.

## Bevölkerungsentwicklung
| Jahr                       | 1962 | 1968 | 1975 | 1982 | 1990 | 1999 | 2006 | 2018 |
| Einwohner                  | 181  | 219  | 207  | 261  | 333  | 364  | 449  | 583  |
| Quellen: Cassini und INSEE |      |      |      |      |      |      |      |      |

## Sehenswürdigkeiten

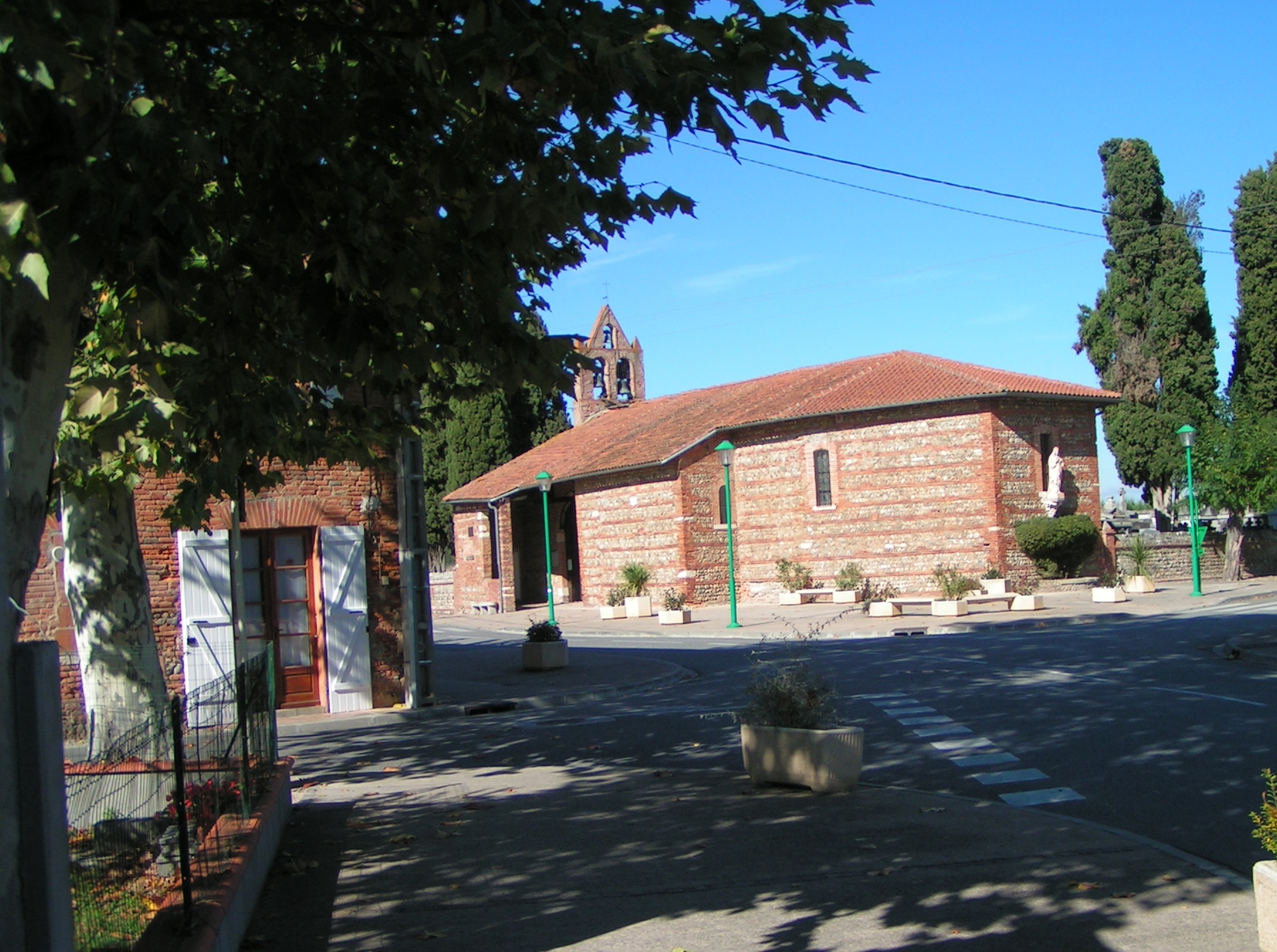
Kirche Saint-Barthélemy

- Kirche Saint-Barthélemy